# Mobilitazione in Ucraina

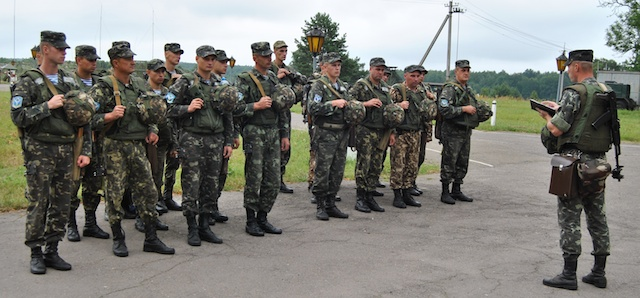
Soldati ucraini della 95a Brigata Aviotrasportata

Dal 2014 al 2022 in Ucraina era in corso una mobilitazione parziale nelle Forze armate dell'Ucraina per far fronte alla guerra del Donbass. Dal febbraio 2022, con lo scoppio della guerra russo-ucraina, la mobilitazione è diventata generale e riguarda i maschi dall'età di 25 fino ai 60 anni, mentre ai maschi di età compresa tra i 18 e i 60 anni è stato vietato di lasciare il Paese.
Nel gennaio 2014, il servizio militare nelle forze armate era stato sospeso dal presidente Viktor Janukovyč, dove il reclutamento doveva essere effettuato esclusivamente su base contrattuale.

## Mobilitazione parziale

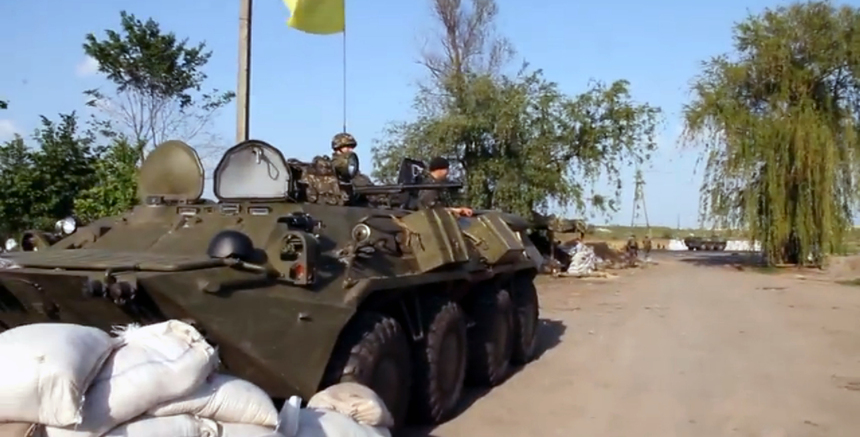
APC ucraino nel Donbass, 15 maggio 2014

### 2014
Il 1° marzo 2014, dopo Euromaidan, il Consiglio di sicurezza e difesa nazionale dell'Ucraina ha adottato e il Presidente in carica dell'Ucraina Oleksandr Turčynov ha messo in atto la decisione di mettere l'esercito in piena prontezza di combattimento e di condurre campi di addestramento con il numero richiesto di coscritti.
Il 17 marzo 2014 la Verchovna Rada (il parlamento nazionale ucraino) ha approvato il progetto di legge "Sull'approvazione del decreto presidenziale "Sulla mobilitazione parziale"", secondo la nota esplicativa in cui la necessità di questa decisione "è dovuta all'aggravarsi della situazione socio-politica nella penisola di Crimea, all'aggressione non dissimulata, alla presa da parte russa di parte del territorio della Repubblica autonoma di Crimea e della città di Sebastopoli". La mobilitazione è stata pianificata entro 45 giorni dalla data di entrata in vigore della legge per richiamare 20 mila persone e altrettante per la neonata Guardia nazionale dell'Ucraina. Al 24 marzo 2014, più di 10 mila cittadini erano già stati mobilitati nell'esercito ucraino come parte della mobilitazione parziale.
Il 6 maggio, la Verkhovna Rada dell'Ucraina ha esteso la mobilitazione parziale e la smobilitazione dei richiamati e il Presidente ad interim dell'Ucraina Oleksandr Turchynov ha firmato un decreto sulla mobilitazione parziale in Ucraina, in base al quale sono state richiamate forze aggiuntive in tutto il Paese per 45 giorni.
La società ucraina ha reagito alle mobilitazioni con malcontento e proteste.
La terza fase della mobilitazione parziale è iniziata il 24 luglio, quando un giorno prima il Presidente dell'Ucraina Petro Porošenko ha firmato la relativa legge, approvata dal Parlamento con i voti di 232 deputati (con il minimo richiesto di 226) - il Partito Comunista dell'Ucraina e il Partito delle Regioni si sono opposti alla mobilitazione, e alcuni dei deputati - per la sua attuazione solo dopo la dichiarazione della legge marziale; il livello borderline di sostegno dei deputati ha causato critiche al Presidente.
Il reclutamento è stato pianificato in tutte le regioni del Paese, ad eccezione della Crimea, per 45 giorni.
A partire dalla terza ondata di mobilitazione, include i soggetti tenuti al servizio militare che non hanno prestato servizio nell'esercito. Sono sottoposti a un addestramento di un mese, dopo il quale vengono inviati alle unità, anche nelle zone di conflitto armato.
Nel 2014 sono state mobilitate oltre 105 mila persone.

### 2015
Da gennaio ad aprile 2015 si è svolta la quarta ondata di mobilitazione, durante la quale sono stati sostituiti i richiamati nella prima ondata del 2014. Sono stati richiamati più di 40 mila soldati.
L'esecuzione della quinta e sesta fase della mobilitazione nella primavera e nell'estate del 2015 è stata complicata a causa del gran numero di renitenti alla leva. Per realizzare il piano, i commissari militari hanno distribuito convocazioni ai posti di blocco all'ingresso degli insediamenti, nei supermercati, ai posti di blocco delle imprese manifatturiere, per le strade e nei trasporti pubblici. Il piano della sesta fase, che si è conclusa il 17 agosto, è stato completato solo per il 60%; la mancanza è stata compensata dall'ammissione di militari a contratto nelle Forze armate dell'Ucraina. In totale, nel 2015 sono state mobilitate circa 104 mila persone.
Nel novembre 2015, lo Stato Maggiore delle Forze Armate ucraine ha riportato 2.673 morti tra i militari, di cui 831 perdite non dovute al combattimento (maneggio incauto di munizioni, suicidi, incidenti stradali, ecc.) e più di 8.000 feriti tra le truppe.
Nell'ambito delle sei ondate di mobilitazione che hanno avuto luogo nel 2014-2015, 210 mila persone sono state chiamate al servizio militare, uno ogni sei di loro è stato registrato come volontario.

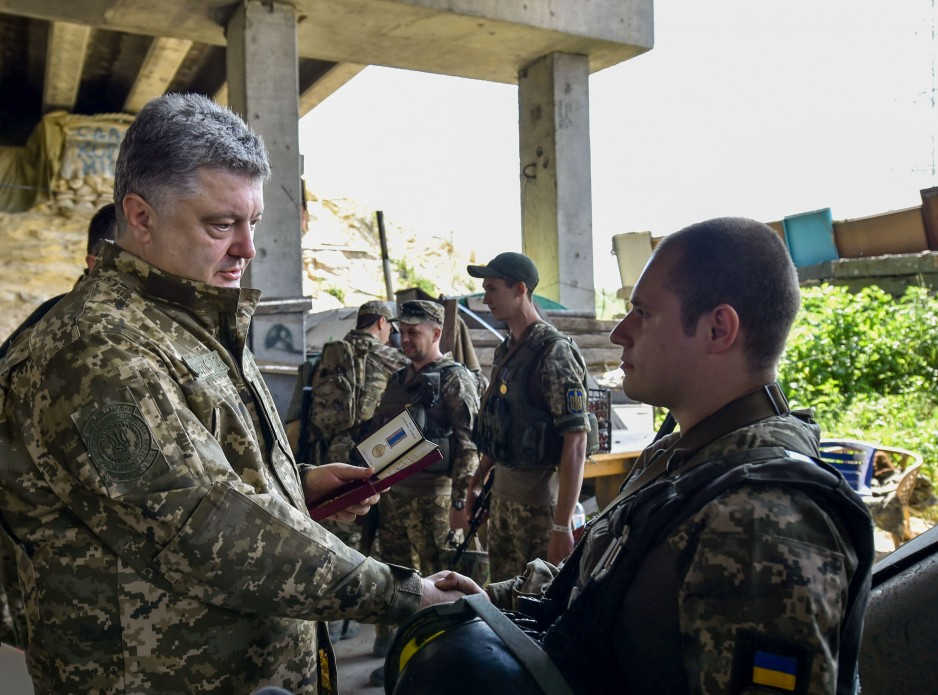
Petro Porošenko e un soldato ucraino

### 2016
Il 15 gennaio 2016, il servizio stampa dello Stato Maggiore ha annunciato la mobilitazione prevista per il 2016.
Nel 2016 l'attenzione principale era rivolta al servizio a contratto nell'esercito. In relazione all'aumento del salario minimo di un militare a 7.000 grivne (quasi 300 dollari al tasso di cambio del 1° febbraio), si è notato un aumento significativo del numero di persone che desiderano entrare nel servizio a contratto; ad esempio, nel solo mese di gennaio, il contratto è stato firmato da 400 persone, all'inizio di marzo - più di 6 mila, nella prima metà di aprile - più di 18 mila, all'inizio di giugno - più di 32 mila.
Il 29 marzo è entrato in vigore il decreto del Presidente Porošenko sul trasferimento alla riserva del personale militare della quarta ondata di mobilitazione (circa 45 mila).
Il 24 giugno è entrato in vigore il decreto del Presidente Porošenko sul trasferimento alla riserva del personale militare della quinta ondata di mobilitazione (circa 17 mila).
Secondo il Capo di Stato Maggiore Viktor Muzhenko, la mobilitazione della sesta ondata di coscritti era prevista per agosto-settembre 2016.

## Mobilitazione generale

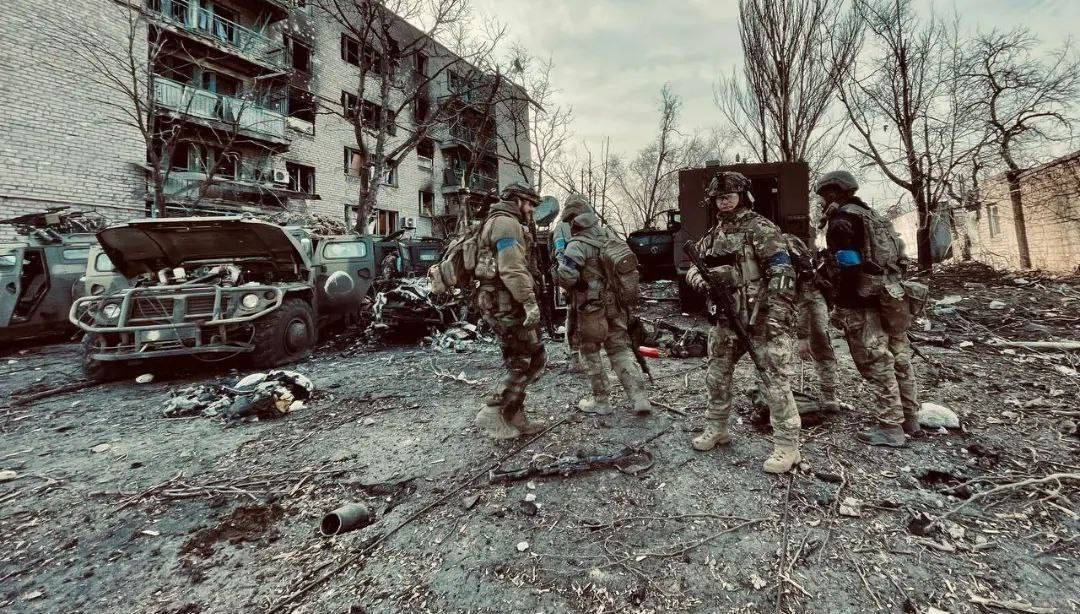
Soldati ucraini a Mariupol

### 2022
Il 24 febbraio 2022, il presidente ucraino Volodymyr Zelens'kyj ha firmato un decreto sulla mobilitazione generale della popolazione per l'Invasione russa dell'Ucraina. Coscritti e riservisti sono stati richiamati nei successivi 90 giorni per "garantire la difesa dello Stato, mantenendo la prontezza di combattimento e di mobilitazione". Agli uomini di età compresa tra i 18 e i 60 anni è stato vietato di lasciare il Paese.

### 2024
Nell'aprile 2024, il Presidente Zelens'kyj ha firmato una nuova legge di mobilitazione per aumentare il numero di truppe. Ha inoltre firmato una misura che abbassava l'età di mobilitazione dell'esercito ucraino da 27 a 25 anni. Nel dicembre 2024, Zelenskyy ha resistito alle pressioni dell'amministrazione Biden per abbassare l'età di leva a 18 anni per rimpiazzare le perdite sul campo di battaglia dell'Ucraina.

## Renitenza alla leva
Per l'evasione dal progetto di mobilitazione, ai sensi dell'art. 336 del Codice penale ucraino, è prevista la reclusione da due a cinque anni. All'inizio del 2016, secondo il registro delle decisioni giudiziarie, i tribunali ucraini hanno firmato centinaia di condanne in base a questo articolo.